# Eriogonum smithii
Eriogonum smithii är en slideväxtart som beskrevs av James Lauritz Reveal. Eriogonum smithii ingår i släktet Eriogonum och familjen slideväxter. Inga underarter finns listade i Catalogue of Life.